# Toyota Corolla Cross
Der Toyota Corolla Cross ist ein Sport Utility Vehicle des japanischen Automobilherstellers Toyota, das zwischen dem C-HR und dem RAV4 positioniert ist.

## Geschichte
Für den thailändischen Markt wurde das SUV auf Basis der GA-C-Skalierung der Toyota New Global Architecture (TNGA) Plattform am 9. Juli 2020 vorgestellt. Weitere Märkte in Südostasien wie beispielsweise Indonesien folgten noch 2020. In Brasilien ist der Corolla Cross seit März 2021 im Handel. Weitere Märkte Südamerikas folgten zeitnah. Am 2. Juni 2021 wurde bekanntgegeben, dass der Wagen zum Modelljahr 2022 auch in den Vereinigten Staaten angeboten wird. Auf dem japanischen Heimatmarkt erfolgte die Markteinführung mit leicht verändertem Design im September 2021. In China wurde die Baureihe im Oktober 2021 sowohl vom FAW-Toyota-Joint-Venture als Toyota Corolla Cross als auch vom GAC-Toyota-Joint-Venture als Toyota Frontlander präsentiert. Seit November 2022 wird die Baureihe auch in Europa vermarktet.
Im Dezember 2022 zeigte Toyota den Corolla Cross als Prototyp mit einem Wasserstoffverbrennungsmotor. Dabei dient Wasserstoff als Energieträger für den 1,6-Liter-Verbrennungsmotor aus dem GR Corolla.
Eine überarbeitete Version der Baureihe für ASEAN-Märkte wurde im Februar 2024 vorgestellt. Die europäische und die nordamerikanische Version folgten im Mai 2025.

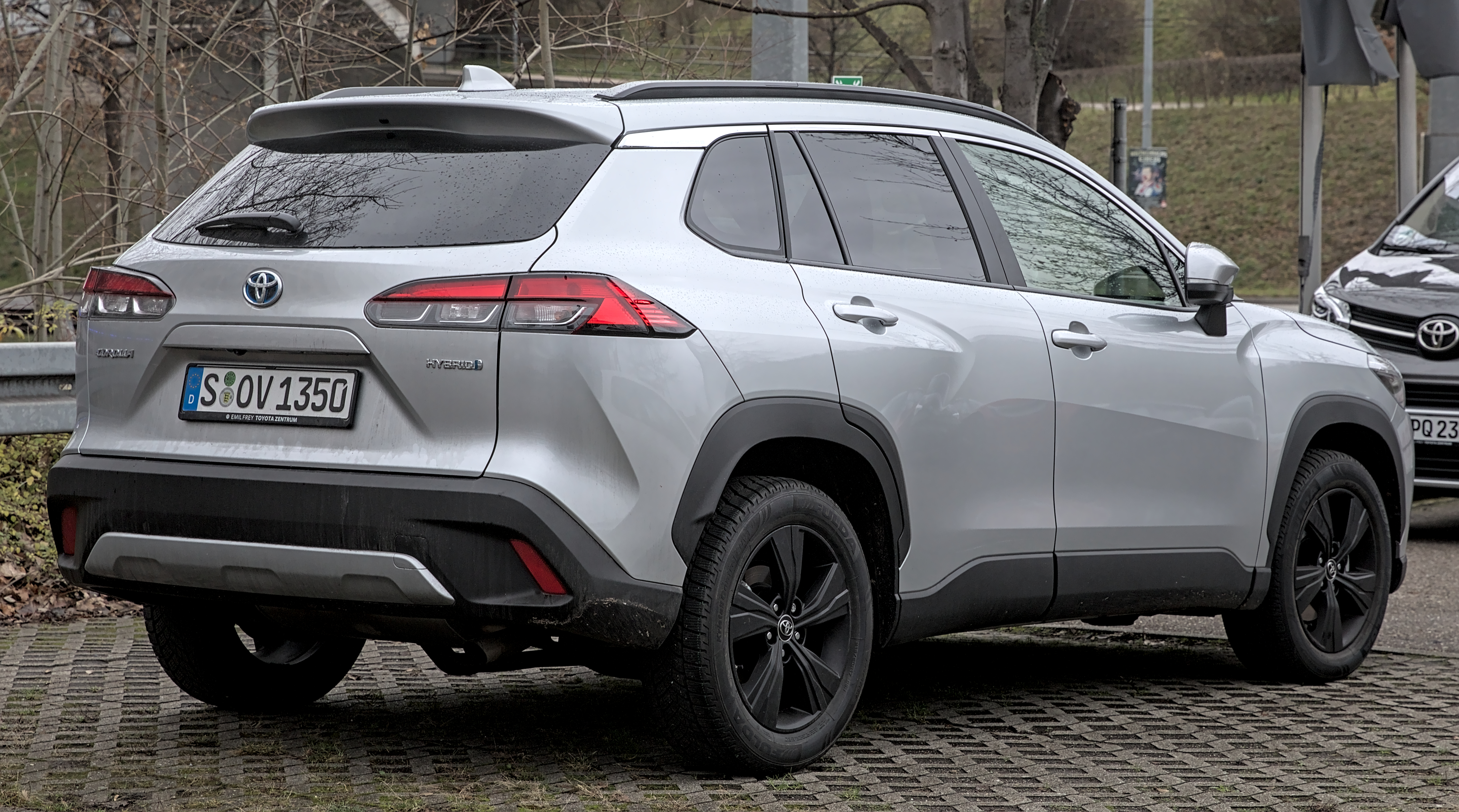
Heckansicht
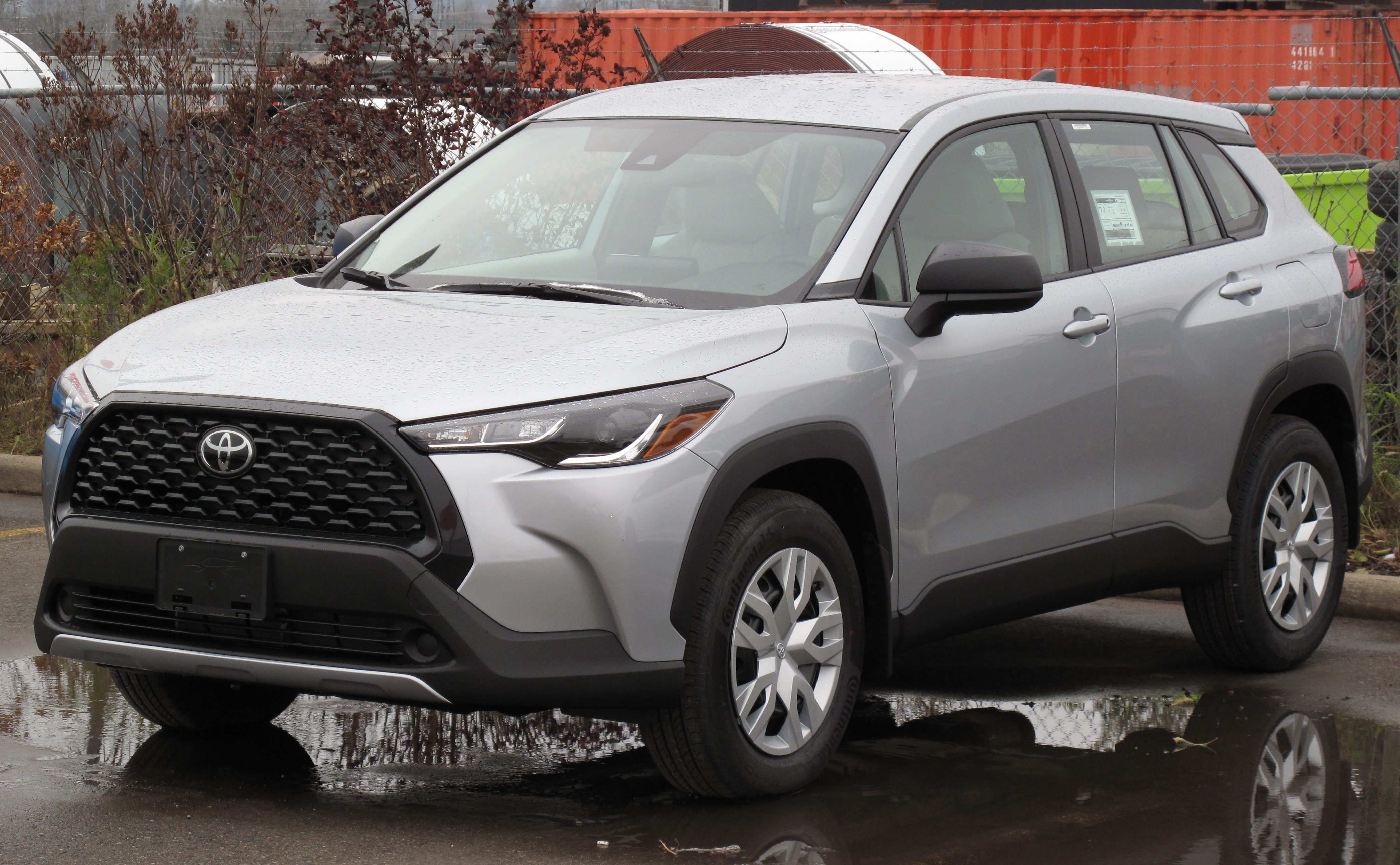
Toyota Corolla Cross (seit 2020)
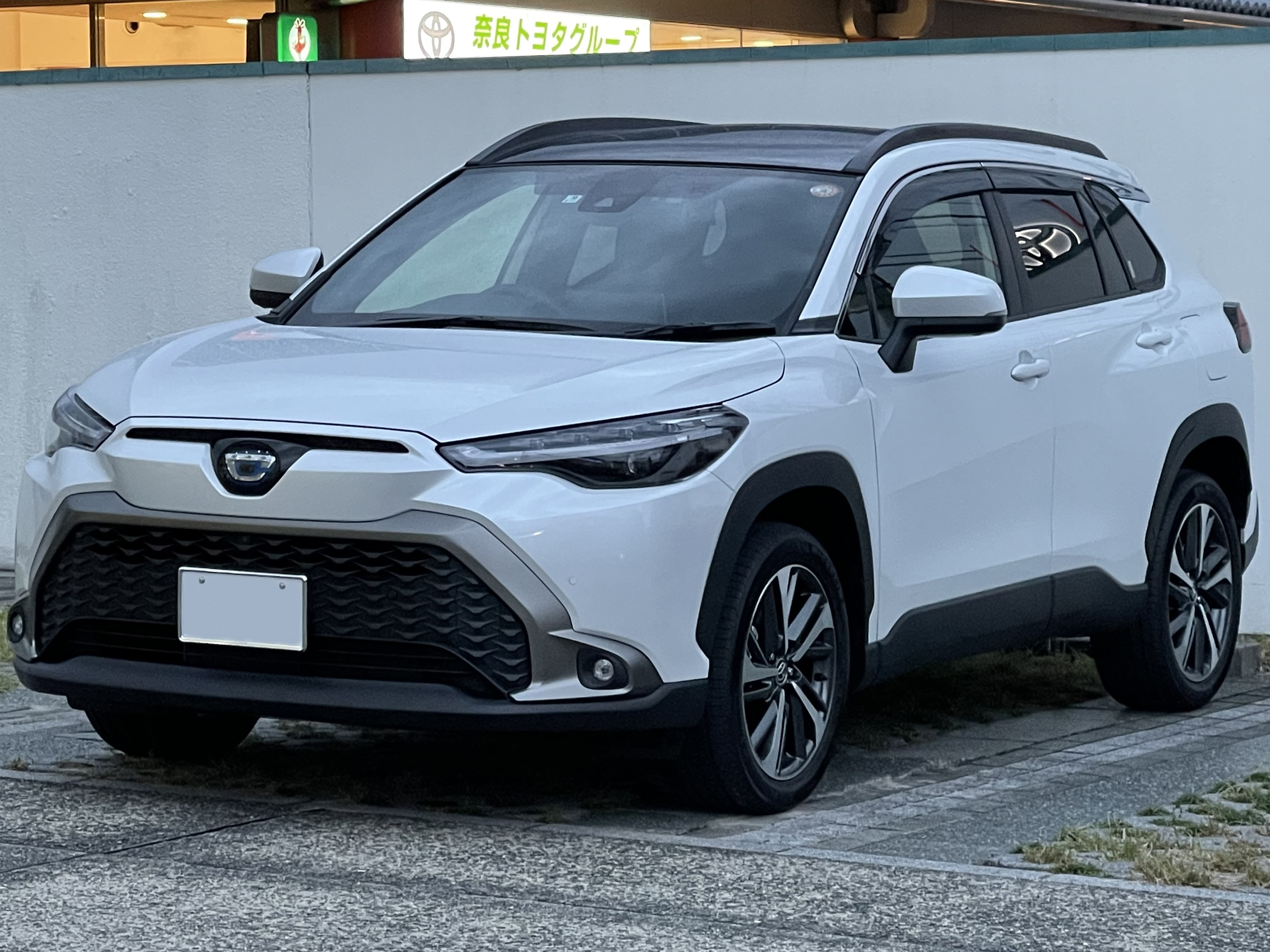
Toyota Corolla Cross (Japan, seit 2021)
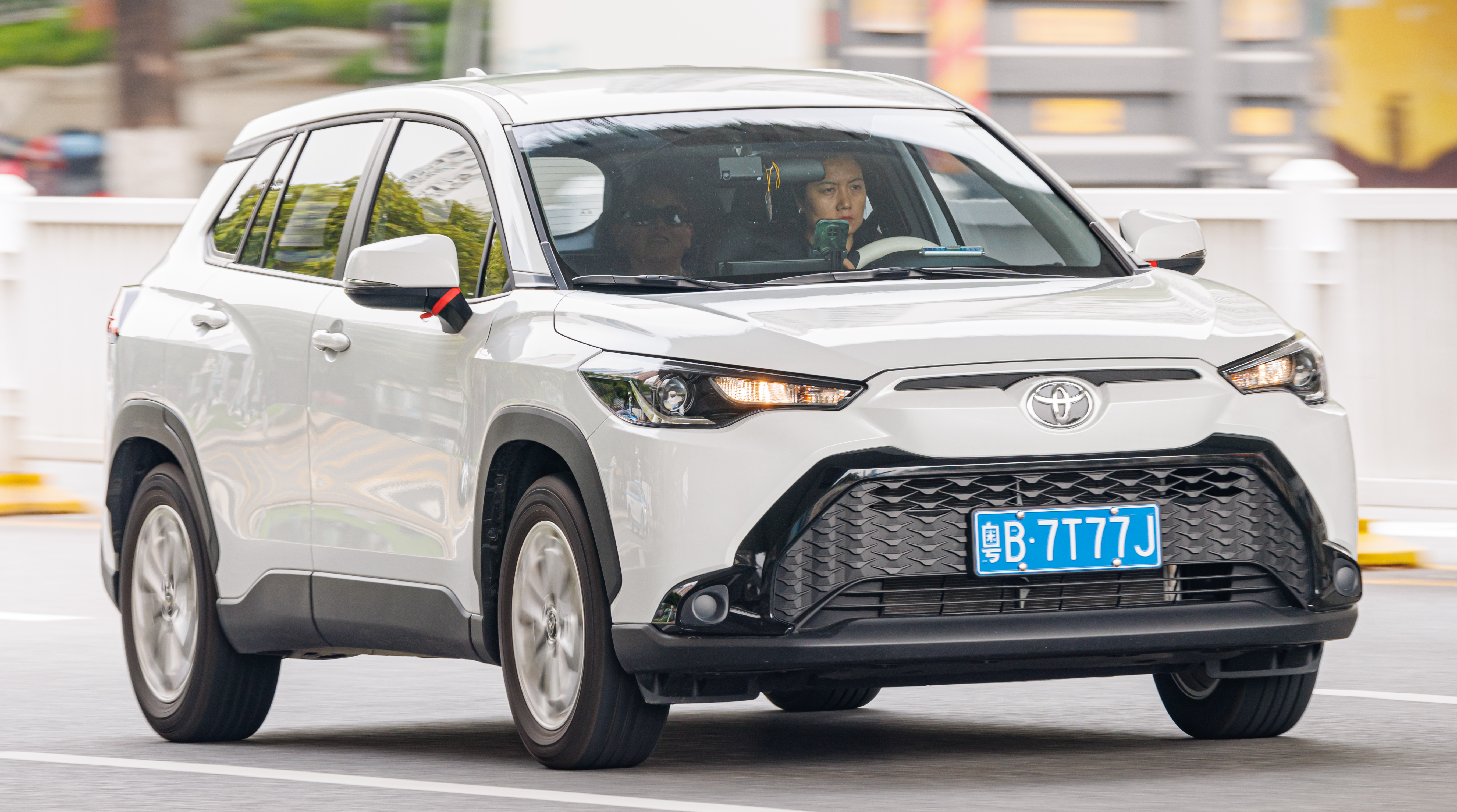
Toyota Frontlander (China, seit 2021)
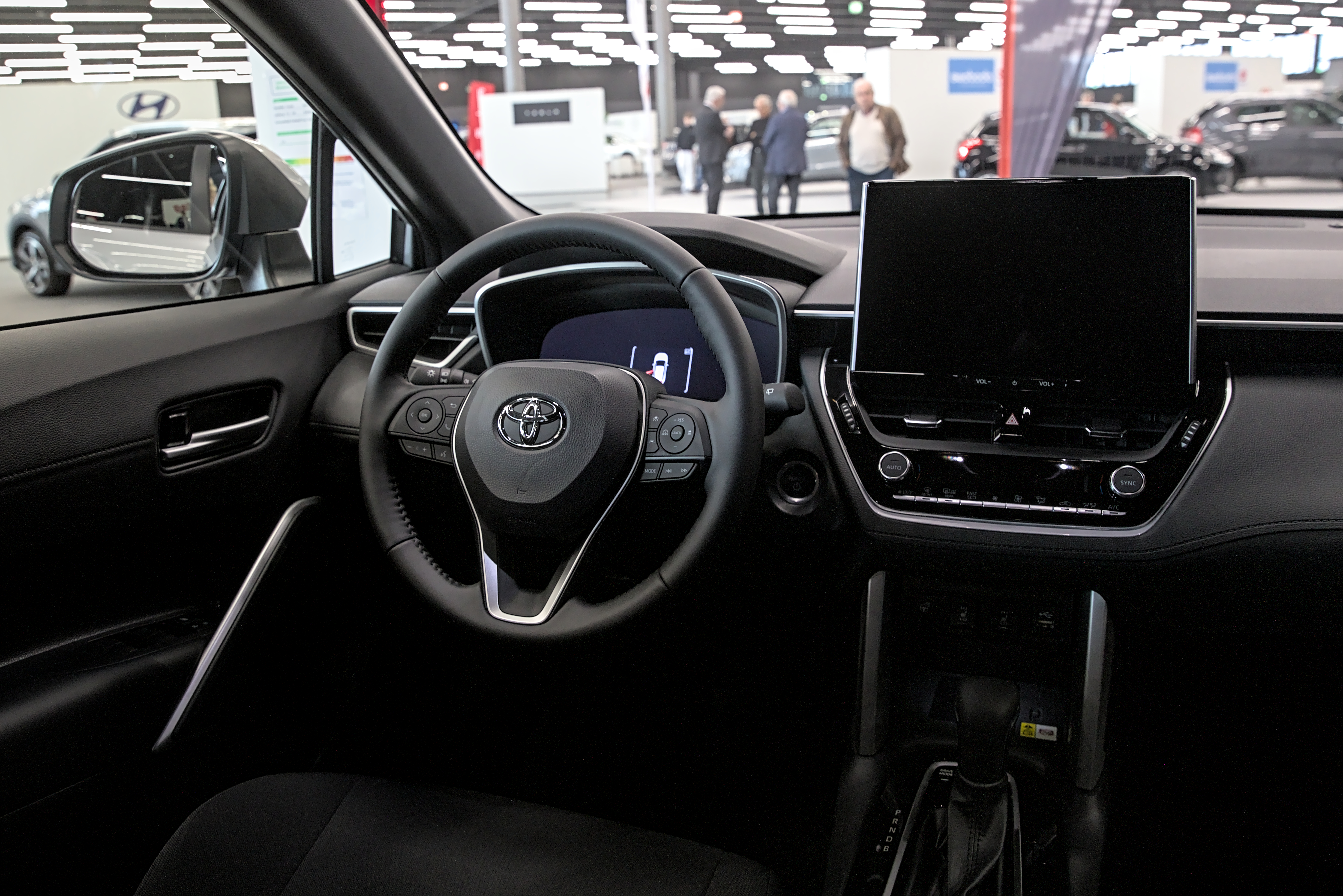
Innenansicht
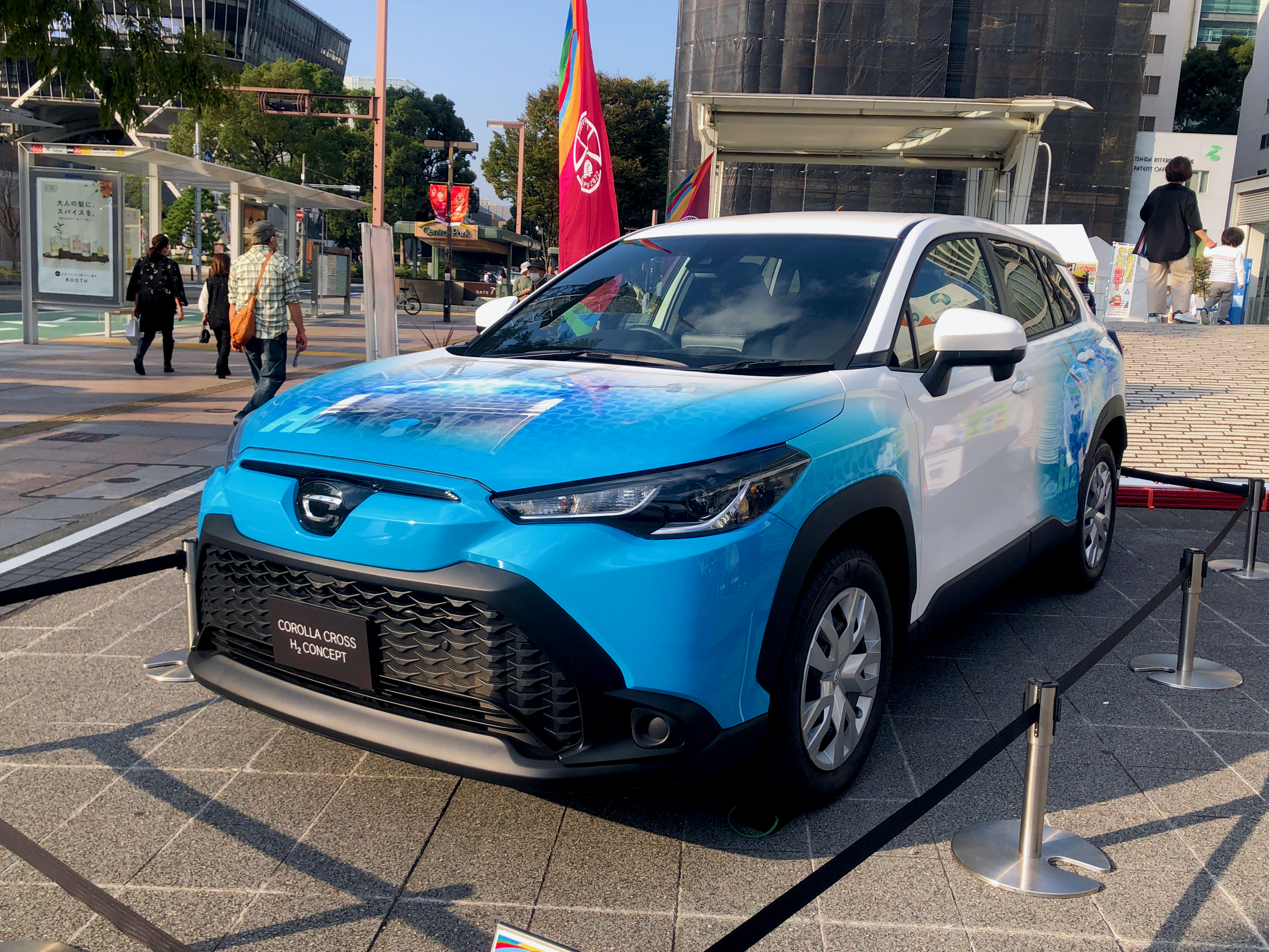
Toyota Corolla Cross H2 Concept (2022)

Das SUV wird auch als praktischere Variante des C-HR bezeichnet, der ebenfalls auf der GA-C-Skalierung aufbaut und den gleichen Radstand hat. Auch der Namensgeber Corolla E210 nutzt diese Plattform.

## Sicherheit
Im Herbst 2022 wurde der Corolla Cross vom Euro NCAP auf die Fahrzeugsicherheit getestet. Er erhielt fünf von fünf möglichen Sternen.

## Technische Daten
Als Antrieb für das SUV stehen für den globalen Markt ein 1,8-Liter-Ottomotor mit 103 kW (140 PS), ein 2,0-Liter-Ottmotor mit 130 kW (177 PS) und ein 1,8-Liter-Voll-Hybrid mit 90 kW (122 PS) zur Auswahl. In Europa stand zunächst ein Voll-Hybrid mit 2,0 Liter Hubraum und einer Leistung von 145 kW (197 PS) zur Verfügung. 2023 folgte auch der 1,8-Liter-Voll-Hybrid mit 103 kW (140 PS). Der 2,0-Liter-Voll-Hybrid steht seit dem Modelljahr 2023 auch in Nordamerika zur Verfügung. Mit der Modellpflege 2025 sank die maximale Leistung des 2,0-Liter-Voll-Hybrids auf 132 kW (180 PS).
An der Vorderachse verwendet Toyota MacPherson-Federbeine, während im Gegensatz zum C-HR an der Hinterachse eine Verbundlenkerachse statt einer Einzelradaufhängung zum Einsatz kommt.
|                                             | 1.8                          | 2.0                          | 1.8 Hybrid 2WD (Europa)     | 1.8 Hybrid 2WD (Europa)     | 2.0 Hybrid 2WD (Europa)     | 2.0 Hybrid AWD (Europa)        | 2.0 Hybrid 2WD (Europa)      | 2.0 Hybrid AWD (Europa)        |
| Bauzeitraum                                 | 07/2020–10/2023              | seit 03/2021                 | 02/2023–08/2025             | seit 08/2025                | seit 08/2025                | seit 08/2025                   | 11/2022–08/2025              | 11/2022–08/2025                |
| Motorcode                                   | 2ZR-FBE                      |                              | 2ZR-FXE                     |                             |                             |                                |                              |                                |
| Motortyp                                    | R4-Ottomotor                 | R4-Ottomotor                 | R4-Ottomotor + Elektromotor | R4-Ottomotor + Elektromotor | R4-Ottomotor + Elektromotor | R4-Ottomotor + Elektromotor    | R4-Ottomotor + Elektromotor  | R4-Ottomotor + Elektromotor    |
| Motoraufladung                              | —                            | —                            | —                           | —                           | —                           | —                              | —                            | —                              |
| Hubraum                                     | 1798 cm³                     | 1987 cm³                     | 1798 cm³                    | 1798 cm³                    | 1987 cm³                    | 1987 cm³                       | 1987 cm³                     | 1987 cm³                       |
| max. Leistung Ottomotor                     | 103 kW (140 PS) bei 6000/min | 130 kW (177 PS) bei 6600/min | 72 kW (98 PS) bei 5200/min  | 72 kW (98 PS) bei 5200/min  | 98 kW (133 PS)              | 98 kW (133 PS)                 | 112 kW (152 PS) bei 6000/min | 112 kW (152 PS) bei 6000/min   |
| max. Elektroleistung                        | —                            | —                            | 70 kW (95 PS)               | 70 kW (95 PS)               | 83 kW (113 PS)              | 83 kW (113 PS) + 30 kW (41 PS) | 83 kW (113 PS)               | 83 kW (113 PS) + 30 kW (41 PS) |
| max. Systemleistung                         | —                            | —                            | 103 kW (140 PS)             | 103 kW (140 PS)             | 132 kW (180 PS)             | 132 kW (180 PS)                | 145 kW (197 PS)              | 145 kW (197 PS)                |
| max. Drehmoment Ottomotor                   | 177 Nm bei 4000/min          | 210 Nm bei 4400/min          | 142 Nm bei 3600–5200/min    | 142 Nm bei 3600–5200/min    | 190 Nm bei 4400–5200/min    | 190 Nm bei 4400–5200/min       | 190 Nm bei 4400–5200/min     | 190 Nm bei 4400–5200/min       |
| max. Drehmoment Elektromotor                | —                            | —                            | 163 Nm                      | 163 Nm                      | 206 Nm                      | 206 Nm + 84 Nm                 | 206 Nm                       | 206 Nm + 84 Nm                 |
| Kraftübertragung                            |                              |                              |                             |                             |                             |                                |                              |                                |
| Antrieb                                     | Vorderradantrieb             | Vorderradantrieb             | Vorderradantrieb            | Vorderradantrieb            | Vorderradantrieb            | Vorderradantrieb               | Vorderradantrieb             | Allradantrieb                  |
| Getriebe                                    | Stufenloses Getriebe         | Stufenloses Getriebe         | Stufenloses Getriebe        | Stufenloses Getriebe        | Stufenloses Getriebe        | Stufenloses Getriebe           | Stufenloses Getriebe         | Stufenloses Getriebe           |
| Messwerte                                   |                              |                              |                             |                             |                             |                                |                              |                                |
| Höchstgeschwindigkeit                       | 185 km/h                     | 195 km/h                     | 180 km/h                    | 170 km/h                    | 180 km/h                    | 180 km/h                       | 180 km/h                     | 180 km/h                       |
| Beschleunigung, 0–100 km/h                  | k. A.                        | 9,8 s                        | 9,4 s                       | 10,0 s                      | 7,7 s                       | 7,6 s                          | 7,7 s                        | 7,6 s                          |
| Kraftstoffverbrauch auf 100 km (kombiniert) | 6,9 l Super                  | 8,3 l Super                  | 5,3 l Super                 | 4,9–5,0 l Super             | 5,0–5,1 l Super             | 5,3–5,4 l Super                | 5,1 l Super                  | 5,3–5,4 l Super                |
| CO2-Emission (kombiniert)                   | k. A.                        | k. A.                        | 119–121 g/km                | 112–114 g/km                | 114–115 g/km                | 120–121 g/km                   | 114–116 g/km                 | 121–122 g/km                   |
| Tankinhalt                                  | 47 l                         | 47 l                         | 43 l                        | 36 l                        | 43 l                        | 43 l                           | 43 l                         | 43 l                           |